# Madeline Manning
Pour les articles homonymes, voir Manning.
Madeline Manning, née le 11 janvier 1948 à Cleveland, Ohio puis mariée Jackson, est une ancienne athlète américaine, championne olympique sur 800 m aux Jeux olympiques d'été de 1968.
Entre 1967 et 1981, elle a remporté dix titres nationaux et établi plusieurs records nationaux. Elle a participé aux Jeux olympiques d'été de 1968, 1972 et 1976. Elle aurait aussi participé aux jeux de Moscou si les États-Unis ne les avaient pas boycottés. 
Aux jeux de Mexico, elle a remporté l'or sur 800 m, la première et seule Américaine à le faire sur cette distance. En 1972, elle a remporté l'argent en relais 4 × 400 m avec ses compatriotes Mable Fergerson, Kathy Hammond et Cheryl Toussaint.

## Palmarès

### Jeux olympiques d'été
- Jeux olympiques d'été de 1968 à Mexico ( Mexique)
  -  Médaille d'or sur 800 m
- Jeux olympiques d'été de 1972 à Munich ( Allemagne de l'Ouest)
  - éliminée en demi-finale sur 800 m
  -  Médaille d'argent en relais 4 × 400 m
- Jeux olympiques d'été de 1976 à Montréal ( Canada)
  - éliminée en demi-finale sur 800 m

### Jeux panaméricains
- Jeux Panaméricains de 1967 à Winnipeg ( Canada)
  -  Médaille d'or sur 800 m